# Lockport (miasto w stanie Nowy Jork)
Lockport – miasto w Stanach Zjednoczonych, w stanie Nowy Jork, siedziba hrabstwa Niagara.